# Дынное дерево дуболистное
Дынное дерево дуболистное, или карика дуболистная (лат. Carica quercifolia) — дерево из рода Carica семейства Кариковые.

## Описание
Карика дуболистная — вечнозеленое или листопадное деревно (в субтропиках) высотой 6-8 м. Кора стволов и старых ветвей шелушащаяся, рыжеватая с многочисленными, рыжевато-бурыми чечевичками. Молодые ветви гладкие, серовато-зеленые. Крупные листья этого листопадного растения —- очередные, черешковые, крупные, продолговато-яйцевидные, заостренные, у основания сердцевидные, цельнокрайные или выемчато-зубчатые, голые, сверху блестящие, снизу матовые, по очертаниям несколько напоминают листья дуба. Карика дуболистная — двудомное растение. Тычиночные цветки длиной 10 мм и диаметром 8 мм собраны в пазушные, многоцветковые, поникающие кистевидные соцветия. Чашечка тычиночных цветков, как и пестичных, почти колокольчатая, глубоко пятираздельная. Венчик трубчатый, с пятью мясистыми ланцетными долями. Трубка внутри волосистая. Пестик недоразвитый, тычинки, числом 10, расположены в 2 круга и прикреплены в зеве к трубке венчика. Тычинки внутреннего круга почти сидячие, наружного круга с короткими опушенными нитями. Пестичные цветки крупнее тычиночных- длиной 15 мм и диаметром 10 мм, одиночные или в малоцветковых кистях. Венчик бокальчатый, желтовато-белый, пятилепестный. Лепестки почти линейные, плотные, на верхушке слегка спирально скрученные. Пестик с верхней пятигнездной ребристой завязью и пятью сидячими линейными волосистыми рыльцами. Плод — висячая продолговатая или продолговато-грушевидная, оранжевая, многосемянная ягода, длиной 4 см. Семена округло-веретеновидные, заостренные к концам, длиной около 5 мм, коричневые с сетчатой поверхностью.

## Выращивание и использование
Родина — тропические и субтропические районы Южной Америки. Её культура возможна в тепло-умеренной зоне. Представляет особый интерес в смысле возможности культуры на Черноморском побережье Кавказа. Проводятся опыты по её интродукции во влажных субтропиках Закавказья.
Химический состав карики дуболистной изучен недостаточно. Листья, плоды и стебли содержат млечный сок, обладающий протеолитическими свойствами, в состав которого входят ферменты папаин I и папаин II, яблочная кислота, жирное масло, смолы, незначительное количество алкалоида карпаина. Листья содержат также алкалоид карпаин, псевдокарпаин, гликозид карпозид. В семенах содержится жирное масло (до 26,3 %). Из плодов выделены каротиноиды — виолаксантин и карикаксантин.
В медицине папаин применяется внутрь при хронической диспепсии и гастритах; наружно при ожогах; в косметике — для удаления веснушек и укрепления волос. Алкалоид карпаин обладает кардиотоническим и амебоцидным действием.